# Diplomacia de los estadios
La diplomacia de los estadios es una forma de diplomacia cultural practicada por una nación mediante la construcción y financiación de estadios e instalaciones deportivas. China utiliza esta forma de poder blando para asegurar el reconocimiento diplomático en línea con la política de Una sola China y para asegurar acceso a los recursos naturales.
La construcción de estadios se financia según el proyecto con algunos de ellos dados como obsequios; pagado a través de préstamos concesionales a bajo interés; construido en asociación con el crédito y la nación anfitriona asumiendo diferentes responsabilidades de construcción; o a través de algún otro tipo de asociación. Esta forma de diplomacia se comenzó a practicar en la década de 1950, cuando el gobierno chino financió la construcción del Estadio Nacional en la vecina Mongolia.

## Situación en naciones hispanoparlantes

### Costa Rica
El Estadio Nacional en San José fue construido luego de una ruptura con el reconocimiento diplomático de Taiwán a favor de China por parte del gobierno de Costa Rica en 2007. China gastó aproximadamente 83 millones de dólares para construir el estadio entre 2008 y 2011. El periódico local Tico Times llamó el estadio «la joya de Costa Rica» y catalogó el diseño como "una obra maestra aerodinámica".

### El Salvador
Se tiene previsto que el Estadio Nacional comience a construirse en 2022 a las afueras de San Salvador luego de que El Salvador cortara lazos con Taiwán en 2018 y restableciera los lazos con China. La capacidad del estadio se prevé que sea de 50.000 espectadores. El anuncio lo hizo el 30 de diciembre de 2021 el presidente Nayib Bukele en Twitter.